# Paralympische Geschichte Islands
Die paralympische Geschichte Islands begann mit den Sommer-Paralympics 1980, bei denen dreizehn isländische Athleten an den Start gingen und je ein Athlet eine Gold- und eine Silbermedaille gewann. Seitdem hat Island an allen Sommer-Paralympics teilgenommen.
Trotz des isländischen Klimas und obwohl Island mit einer Ausnahme an allen Olympischen Winterspielen teilnahm, hat das Land bis dato nur dreimal an den Winter-Paralympics teilgenommen; nach den Spielen im Jahre 1994 in Lillehammer, bei denen mit Svanur Ingvarsson nur ein einziger isländischer Sportler antrat, folgte eine sechzehnjährige Pause. Bei den Spielen im Jahre 2010 in Vancouver trat dann mit Erna Friðriksdóttir wiederum eine einzelne Athletin an.
Bislang konnte Island 63 Medaillen bei den Paralympics gewinnen, davon 15 Gold-, 13 Silber- und 35 Bronzemedaillen.

## Teilnahme an Sommerspielen
1980, 1984, 1988, 1992, 1996, 2000, 2004, 2008, 2012, 2016

## Teilnahme an Winterspielen
1994, 2010, 2014